# Ideoblothrus muchmorei
Ideoblothrus muchmorei es una especie de arácnido del orden Pseudoscorpionida de la familia Syarinidae.

## Distribución geográfica
Se encuentra en Costa de Marfil.